# Bokmålsforbundet
Bokmålsforbundet er en norsk sprogpolitisk organisation som arbejder for, at Norge kun skal have et skriftsprog, det som i dag kaldes moderat bokmål. Organisationen blev etableret 21. februar 1990 i Bergen. Bokmålsforbundet har ifølge egne netsider omkring 950 medlemmer og udgiver medlemsbladet Mål for Norge.
Bestyrelsens formand er Steinar Øksengård.

## Baggrund og sprogpolitik
Bokmålsforbundet blev etableret af personer som mente, at de eksisterende sprogorganisationer - primært Riksmålsforbundet - ikke var i stand til at varetage bokmålsbrugernes interesser.
Forbundet er stærkt kritisk overfor det forhold at nynorsk bruges mere i den offentlig forvaltning end tilslutningen i folket tilsiger og er samtidig modstander af en tilnærmelse mellem de to officielle norske sprogformer bokmål og nynorsk.